# Nevele
Nevele là một đô thị ở tỉnh Oost-Vlaanderen. Đô thị này bao gồm các thị xã Hansbeke, Landegem, Merendree, Nevele, Poesele và Vosselare. Tại thời điểm ngày 1 tháng 1 năm 2006, Nevele có tổng dân số 11.217 người. Tổng diện tích là 51,89 km² với mật độ dân số là 216 người trên mỗi km².

## Dân địa phương nổi tiếng
- Cyriel Buysse, tiểu thuyết gia
- Rosalie Loveling và Virginie Loveling, nhà văn
- Leo Lovaert
- Monika van Paemel